# Fort Chipewyan
Fort Chipewyan var en handelsstation som anlades av Nordvästkompaniet 1788 på den södra sidan av Lake Athabasca. Idag är det ett litet samhälle. 

## Handelsstationen
Fort Chipewyan var en depå för Nordvästkompaniets mest avlägsna handelsgebiet och användes av Alexander Mackenzie som bas för sina expeditioner till Norra ishavet 1789 och till Stilla Havet 1792-1793. Omlandet bland skådeplats för den mest intensiva konkurrensen mellan Nordvästkompaniet och utbrytarföretaget XY Company. När dessa båda företag gick samman 1804 flyttades handelsstationen till sjöns norra sida. Handelsstationen överfördes i Hudson Bay-kompaniets ägo vid sammanslagningen av detta företag med Nordvästkompaniet 1821.

## Samhället
Idag utgör Fort Chipewyan ett samhälle med ca 1 000 invånare. De flesta invånare är creer, chipewyer eller métiser.